# April Ferry
April Ferry (Carolina del Norte, 31 de octubre de 1932-11 de enero de 2024) fue una diseñadora de moda estadounidense. Fue nominada en la 67.ª edición de los Premios Óscar por la película Maverick en la categoría de Mejor diseño de vestuario.

## Carrera artística
Ganó un premio Emmy por el vestuario de la serie de televisión Rome. También fue nominada a un Emmy en 1989 por la película de Hallmark My Name Is Bill W.
En 2014, April recibió el Career Achievement Award en los Costume Designers Guild Awards.
En 2016, a partir de la sexta temporada de la serie de fantasía épica de HBO Game of Thrones, asumió las funciones de Michele Clapton como nueva diseñadora de vestuario durante la mayor parte de la temporada. Clapton regresó finalmente a la serie como diseñadora de vestuario para la séptima temporada.
Tiene más de 45 créditos, entre ellos un par de películas de la serie de televisión The Rockford Files.

## Filmografía seleccionada
- Jurassic World (2015)
- Robocop (2014)
- Elysium (2013)
- Terminator 3: Rise of the Machines (2003)
- Donnie Darko (2001)
- U-571 (2000)
- Don King: Only in America (1997)
- Flubber (1997)
- Shadow Conspiracy (1997)
- Maverick (1994)
- Little Giants (1994)
- Beethoven's 2nd (1993)
- Free Willy (1993)
- The Babe (1992)
- Radio Flyer (1992)
- Almost an Angel (1990)
- Leviathan (1989)
- Three Fugitives (1989)
- Made in Heaven (1988)
- Planes, Trains & Automobiles (1987)
- Big Trouble in Little China (1986)
- Mask (1985)
- The Jerk (1979)

## Premios y nominaciones
Premios Óscar
| Año  | Categoría                 | Película | Resultado |
| ---- | ------------------------- | -------- | --------- |
| 1995 | Mejor diseño de vestuario | Maverick | Nominado  |